# Prasonica anarillea
Prasonica anarillea là một loài nhện trong họ Araneidae.
Loài này thuộc chi Prasonica. Prasonica anarillea được Michael J. Roberts miêu tả lần đầu tiên vào năm 1983.